# Colección Museográfica del Vidrio de L'Olleria
La Colección Museográfrica del Vídrio de L'Olleria (en valenciano y cooficialmente Col·lecció Museogràfica del Vidre de l’Olleria) es un museo ubicado en Ollería (Valencia). Tiene su sede en la Casa de los Santonja (también llamada Palacio de los Marau) y está dedicado a la industria del vidrio.
En el año 2017 entra a formar parte de la Red de Museos Etnológicos Locales, coordinada por el Museo Valenciano de Etnología.

## Historia y contexto
El 3 de mayo de 2019 fue reconocida como colección museográfica permanente de la Comunidad Valenciana, a los efectos establecidos en la Ley 4/1998, de 11 de junio, del patrimonio cultural valenciano, y en la Orden de 6 de febrero de 1991, de la Consejería de Cultura, Educación y Ciencia de la Generalidad Valenciana.
La industria del vidrio ha estado presente en la historia de Ollería. Hay cinco bienes inmuebles de interés etnológico censados en el municipio y relacionados con esta actividad.Existe constancia documental de que a inicios del siglo XVII había en funcionamiento un horno de vidrio en el convento de las monjas agustinas de San José y Santa Ana. Entre 1671 y 1673 fue vendido a Vicente Sanchis y es posible que en ese momento se trasladara a la calle de San Roque. Este antiguo horno pasó de generación en generación hasta ser propiedad de las hermanas Ana y Elena Gisbert, conocidas como Les Gisbertes. Miñano, en 1826, cita dos fábricas de vidrio en Ollería, siendo una la de les Gisbertes. Sin embargo Madoz en 1845 solo habla de una.
En 1924, las hermanas Gisbert reemprenden la actividad del horno, reemplazando el antiguo por otros dos y reubicando la fábrica en la esquina de las calles San Roque y Dos de Mayo. Otras empresas se crearon a partir de esta. Así la fábrica de Vidrio Santa Lucía fue creada en 1928 por dos de los hermanos Juan Albiñana (Vicente y Rosendo) quienes se independizaron del horno de Les Gisbertes tras el fallecimiento en aquel año de un tercer hermano, Bautista. La razón social era "Santa Lucía. Viuda de Bautista Juan Albiñana".Otra fábrica de similar origen fue la de Rosendo Juan Albiñana, conocido como Rosendo Albiñana o Els Tremendos, quien fundó esta fábrica en la calle de la Font Nova; antes de la Guerra Civil empleaba entre sesenta y setenta trabajadores pero, durante el conflicto se detuvo la producción por falta de manos de obra.
Durante la Guerra Civil algunas fábricas cerraron por la falta de hombres, aunque Santa Lucía fue colectivizada, Una vez acabada la contienda, se continuó la actividad.Santa Lucía fue confiscada, dejando de pertenecer a Vicente Juan Albiñana y sus hijos, pasando a denominarse "Santa Lucía. Juan, Moscoso y Sánchez", apellidos de los nuevos propietarios.La fábrica de Rosendo Albiñanana, por su parte, volvió a la actividad dando lugar a la empresa Vidrios de Levante, la que para ampliar sus instalaciones, cambió de emplazamiento, trasladándose a la calle del Ravalet.

## Sede
Se ubica en la Casa de los Santonja, también conocida como Palacio de los Marau, en la calle del Ravalet 11, en la población de Ollería.

## Colecciones
La colección incluye unas mil piezas de vidrio de diferentes épocas y valor, fruto de las donaciones de los vecinos de Ollería. Posee piezas únicas de los siglos XVII y XIX, aunque la mayor parte de sus piezas son del siglo XX. En sus instalaciones hay también un horno de vidrio tradicional con diversos tipos de instrumentos para moldear y trabajar este material.